# Rihkaanjärvi
Rihkaanjärvi är en sjö i Finland. Den ligger i kommunen Parkano i landskapet Birkaland, i den sydvästra delen av landet, 240 km nordväst om huvudstaden Helsingfors. Rihkaanjärvi ligger 169 meter över havet. Arean är 26,7 hektar och strandlinjen är 2,32 kilometer lång. Sjön  ingår i Karvia å huvudavrinningsområde.   I omgivningarna runt Rihkaanjärvi växer i huvudsak barrskog.